# Mladen
Mladen (kyrillisch: Младен) ist ein südslawischer männlicher Vorname, der überwiegend bei Serben, Bulgaren und Kroaten verbreitet ist. Selten gibt es ihn auch als Familiennamen.

## Herkunft
Der Name Mladen hat die Bedeutung „immer jung“ oder „der immer Junge“ und kommt von dem südslawischen Wort mlad (zu deutsch: „jung“).

## Namensträger

### Vorname
- Mladen Ančić (* 1955), bosnisch-herzegowinischer Historiker
- Mladen Bojinović (* 1977), serbischer Handballspieler
- Mladen Grdović (* 1958), kroatischer Schlagersänger
- Mladen Gutesha (1923–2015), in Deutschland/Schweiz lebender Komponist jugoslawischer Herkunft
- Mladen Kolobarić (1933–2009), bosnisch-herzegowinischer Maler, Graphiker und Designer
- Mladen Krstajić (* 1974), serbischer Fußballnationalspieler
- Mladen Kunstic (* 1955), Bildhauer, Klangkünstler, Maler, Zeichner und Collagist
- Mladen Mladenović (* 1964), kroatischer Fußballspieler und -trainer
- Mladen Muše  (* 1963), kroatischer Schachgroßmeister
- Mladen Naletilić (1946–2021), Warlord im Bosnienkrieg und Bandenkrimineller
- Mladen Petrić (* 1981), kroatischer Fußballspieler
- Mladen Pralija (* 1959), jugoslawischer Fußballspieler
- Mladen Sekulović (1912–2009), US-amerikanischer Schauspieler, siehe Karl Malden
- Mladen Solomun (* 1975), bosnischer DJ und Musikproduzent
- Mladen Urem (* 1964), kroatischer Literaturkritiker

### Familienname
- Sebastian Mladen (* 1991), rumänischer Fußballspieler

## Sonstiges
- Mladenovac ist eine serbische Stadt in der Region Šumadija.
- Der Familienname Mladenović leitet sich vom Vornamen Mladen ab.